# Jirō Kamiharako
Jirō Kamiharako (jap. 上原子 次郎, Kamiharako Jirō, * 19. März 1966 in Sapporo) ist ein ehemaliger japanischer Skispringer.

## Werdegang
Kamiharako gab sein internationales Debüt am 14. Dezember 1991 in Sapporo im Rahmen des Skisprung-Weltcup. Nach einem 19. Platz im ersten Springen erreichte er bereits im zweiten Springen am Folgetag mit Rang 16 sein bestes Karriere-Resultat im Weltcup und verpasste damit die Weltcup-Punkteränge nur knapp um einen Platz. Bei den Olympischen Winterspielen 1992 in Albertville, deren Springen auf dem Tremplin du Praz in Courchevel ausgetragen wurden, landete Kamiharako auf der Normalschanze punktgleich mit Ted Langlois und Magnus Westman auf Platz 28. Von der Großschanze erreichte er einen 25. Platz. Im Teamwettbewerb erreichte er gemeinsam mit Masahiko Harada, Noriaki Kasai und Kenji Suda den vierten Platz und verpasste damit einen Medaillenrang nur knapp.
Im März 1992 startete Kamiharako in Trondheim und Oslo erneut im Weltcup. Jedoch lag er in beiden Weltcups die Punkteränge deutlich. Auch bei der folgenden Skiflug-Weltmeisterschaft 1992 in Harrachov, die zudem als Weltcup zählte, schied er nach einem Sprung auf nur 87 Meter bereits nach Rang eins als Gesamtletzter aus und belegte damit nur Platz 34. Ende März startete er in Planica noch einmal im Weltcup. Im Teamweltcup landete er mit dem Team auf Rang acht. Im Einzel sprang er in seinem letzten Weltcup-Springen auf Platz 39.
Seine letzten internationalen Wettbewerbe bestritt Kamiharako im Skisprung-Continental-Cup. Jedoch erreichte er in der Saison 1993/94 wie auch der Norweger Stig Arne Erichsen nur 11 Punkte und damit Platz 127 der Gesamtwertung.
Nach dem Ende seiner aktiven Skisprungkarriere wurde Kamiharako Snowboard-Trainer und spielte Golf.

## Erfolge

### Continental-Cup-Platzierungen
| Saison  | Platz | Punkte |
| ------- | ----- | ------ |
| 1993/94 | 127.  | 11     |